# Firfol
Firfol és un municipi francès situat al departament de Calvados i a la regió de Normandia. L'any 2007 tenia 428 habitants.

## Demografia

### Població
El 2007 la població de fet de Firfol era de 428 persones. Hi havia 151 famílies de les quals 24 eren unipersonals (8 homes vivint sols i 16 dones vivint soles), 52 parelles sense fills, 67 parelles amb fills i 8 famílies monoparentals amb fills.
La població ha evolucionat segons el següent gràfic:
Habitants censats

### Habitatges
El 2007 hi havia 171 habitatges, 155 eren l'habitatge principal de la família, 9 eren segones residències i 7 estaven desocupats. 167 eren cases i 1 era un apartament. Dels 155 habitatges principals, 133 estaven ocupats pels seus propietaris, 21 estaven llogats i ocupats pels llogaters i 1 estava cedit a títol gratuït; 1 tenia una cambra, 7 en tenien dues, 16 en tenien tres, 53 en tenien quatre i 78 en tenien cinc o més. 134 habitatges disposaven pel capbaix d'una plaça de pàrquing. A 56 habitatges hi havia un automòbil i a 91 n'hi havia dos o més.

### Piràmide de població
La piràmide de població per edats i sexe el 2009 era:
| Homes | Edats   | Dones |
| ----- | ------- | ----- |
| 0     | 95 o +  | 0     |
| 0     | 90 a 94 | 0     |
| 0     | 85 a 89 | 0     |
| 4     | 80 a 84 | 0     |
| 4     | 75 a 79 | 8     |
| 4     | 70 a 74 | 0     |
| 8     | 65 a 69 | 12    |
| 8     | 60 a 64 | 12    |
| 28    | 55 a 59 | 8     |
| 24    | 50 a 54 | 16    |
| 28    | 45 a 49 | 20    |
| 12    | 40 a 44 | 20    |
| 16    | 35 a 39 | 16    |
| 4     | 30 a 34 | 12    |
| 12    | 25 a 29 | 8     |
| 0     | 20 a 24 | 20    |
| 28    | 15 a 19 | 24    |
| 20    | 10 a 14 | 16    |
| 12    | 5 a 9   | 12    |
| 8     | 0 a 4   | 8     |

## Economia
El 2007 la població en edat de treballar era de 278 persones, 209 eren actives i 69 eren inactives. De les 209 persones actives 197 estaven ocupades (106 homes i 91 dones) i 12 estaven aturades (5 homes i 7 dones). De les 69 persones inactives 28 estaven jubilades, 26 estaven estudiant i 15 estaven classificades com a «altres inactius».

### Ingressos
El 2009 a Firfol hi havia 162 unitats fiscals que integraven 455 persones, la mediana anual d'ingressos fiscals per persona era de 19.854 €.

### Activitats econòmiques
Dels 14 establiments que hi havia el 2007, 1 era d'una empresa de fabricació d'altres productes industrials, 3 d'empreses de construcció, 2 d'empreses de comerç i reparació d'automòbils, 2 d'empreses de transport, 1 d'una empresa d'hostatgeria i restauració, 1 d'una empresa financera, 1 d'una empresa de serveis, 1 d'una entitat de l'administració pública i 2 d'empreses classificades com a «altres activitats de serveis».
Dels 2 establiments de servei als particulars que hi havia el 2009, 1 era una fusteria i 1 restaurant.
L'any 2000 a Firfol hi havia 13 explotacions agrícoles que ocupaven un total de 342 hectàrees.

## Equipaments sanitaris i escolars
El 2009 hi havia una escola elemental integrada dins d'un grup escolar amb les comunes properes formant una escola dispersa.

## Poblacions més properes
El següent diagrama mostra les poblacions més properes.